# Diocèse de Belize
Le diocèse de Belize est une juridiction de la Communion anglicane au Belize relevant de l'Église dans la province des Antilles établie en 1883 par détachement du diocèse de Jamaïque. Son siège est à Belmopan et son actuel titulaire est Philip S. Wright.